# Albanel (Quebec)
Albanel es un municipio canadiense situado en la provincia de Quebec.

## Superficie
Albanel tiene una superficie de 197,45 km².

## Demografía
En 2021, tenía 2181 habitantes, una densidad poblacional de 11 hab./km², y 987 viviendas.